# ジャンナ・リン
Gianna Lynn（ジャンナ・リン, 1984年11月23日 - ）は、アメリカ合衆国で活動している女優、モデル。

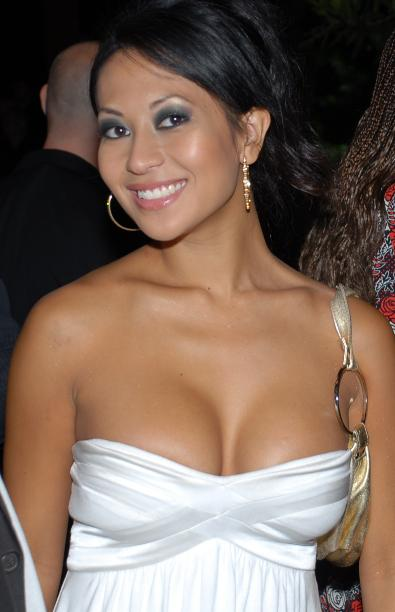
ジャンナ・リン

## 人物
フィリピンで生まれた。

## 出演
- 飼われる女
- サムライガール